# Aperileptus rossemi
Aperileptus rossemi là một loài tò vò trong họ Ichneumonidae.